# Morris (Minnesota)
Pour les articles homonymes, voir Morris.
La ville de Morris est le siège du comté de Stevens, dans l’État du Minnesota, aux États-Unis. Sa population s’élevait à 5 286 habitants lors du recensement de 2010, estimée à 5 295 habitants en 2016.

## Source
- (en) Cet article est partiellement ou en totalité issu de l’article de Wikipédia en anglais intitulé « Morris, Minnesota » (voir la liste des auteurs).